# レファレンス共同データベース
もしかして
- レファレンス協同データベース

ではありませんか？